# Santo Tomé de Recaré
Recaré (llamada oficialmente San Tomé de Recaré) es una parroquia española del municipio de Valle de Oro, en la provincia de Lugo, Galicia.

## Otras denominaciones
La parroquia también es conocida por el nombre de Santo Tomé de Recaré.

## Organización territorial
La parroquia está formada por diecisiete entidades de población, constando trece de ellas en el nomenclátor del Instituto Nacional de Estadística español:

### Entidades de población
Entidades de población que forman parte de la parroquia:
- A Berdeal (A Verdeal)
- A Estibada
- Alvite
- As Casas de Baixo
- As Casas de Riba
- Esqueira
- Fonte de Alvite (A Fonte de Alvite)
- Naranxeiras (As Laranxeiras)
- Navallo (O Navallo)
- Os Novás
- Pedralba
- Puñín
- Xurucido

### Despoblados
Despoblados que forman parte de la parroquia:
- Casal do Rico
- Moxoeira (A Muxueira)
- Pardellas
- Pedrouzos

## Demografía
| Gráfica de evolución demográfica de Recaré entre 2000 y 2021 |
|                                                              |
| Datos según el nomenclátor publicado por el INE.             |